# Jiangkouxu
Jiangkouxu är en ort i Kina. Den ligger i provinsen Hunan, i den södra delen av landet, omkring 320 kilometer väster om provinshuvudstaden Changsha.
Runt Jiangkouxu är det ganska tätbefolkat, med 160 invånare per kvadratkilometer. Närmaste större samhälle är Jinhe, 13,1 km väster om Jiangkouxu. I omgivningarna runt Jiangkouxu växer huvudsakligen savannskog.
Genomsnittlig årsnederbörd är 1 796 millimeter. Den regnigaste månaden är maj, med i genomsnitt 290 mm nederbörd, och den torraste är januari, med 47 mm nederbörd.